# Droga powiatowa

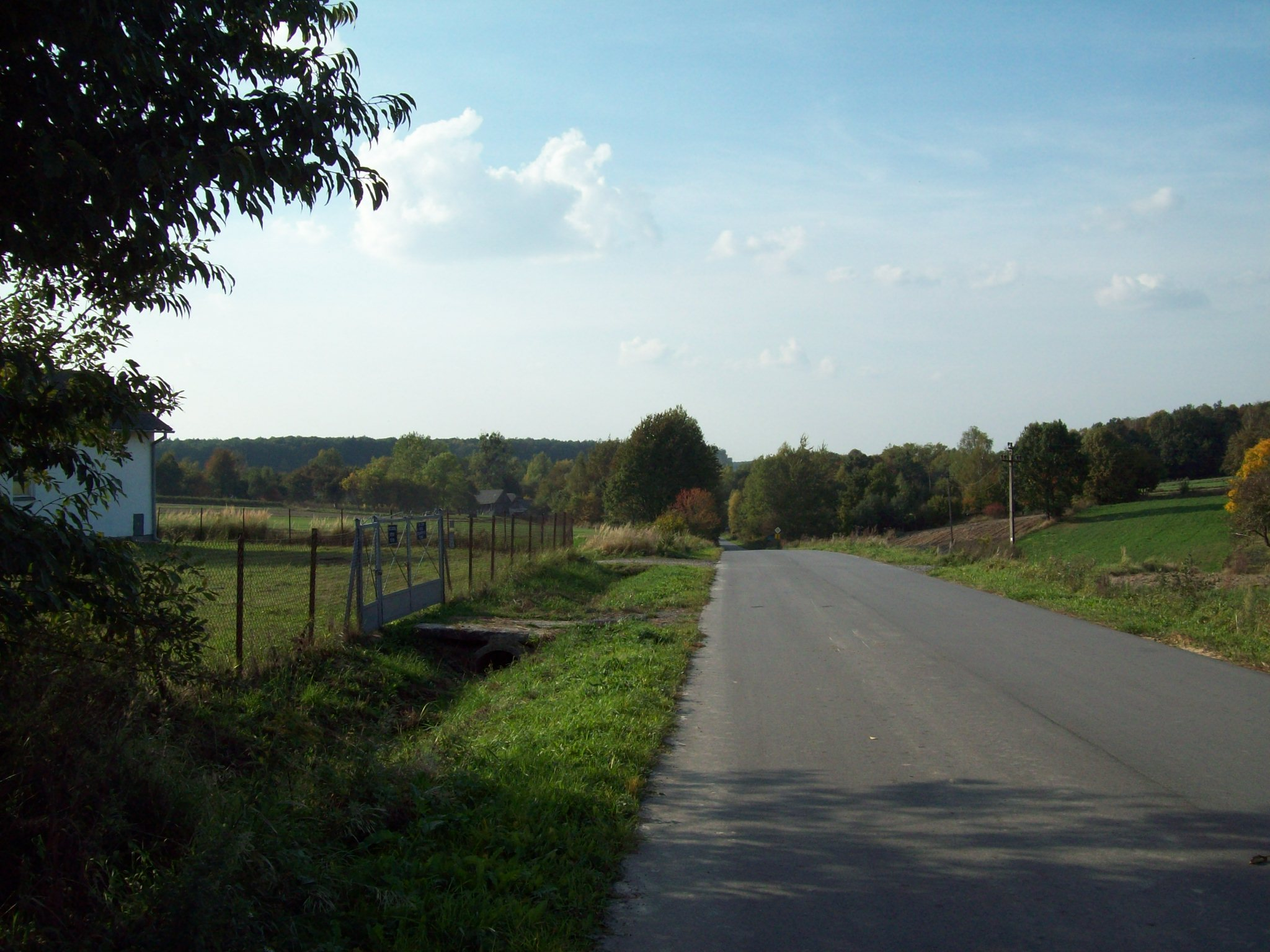
Droga powiatowa nr 2125L we wsi Walentynów (województwo lubelskie).

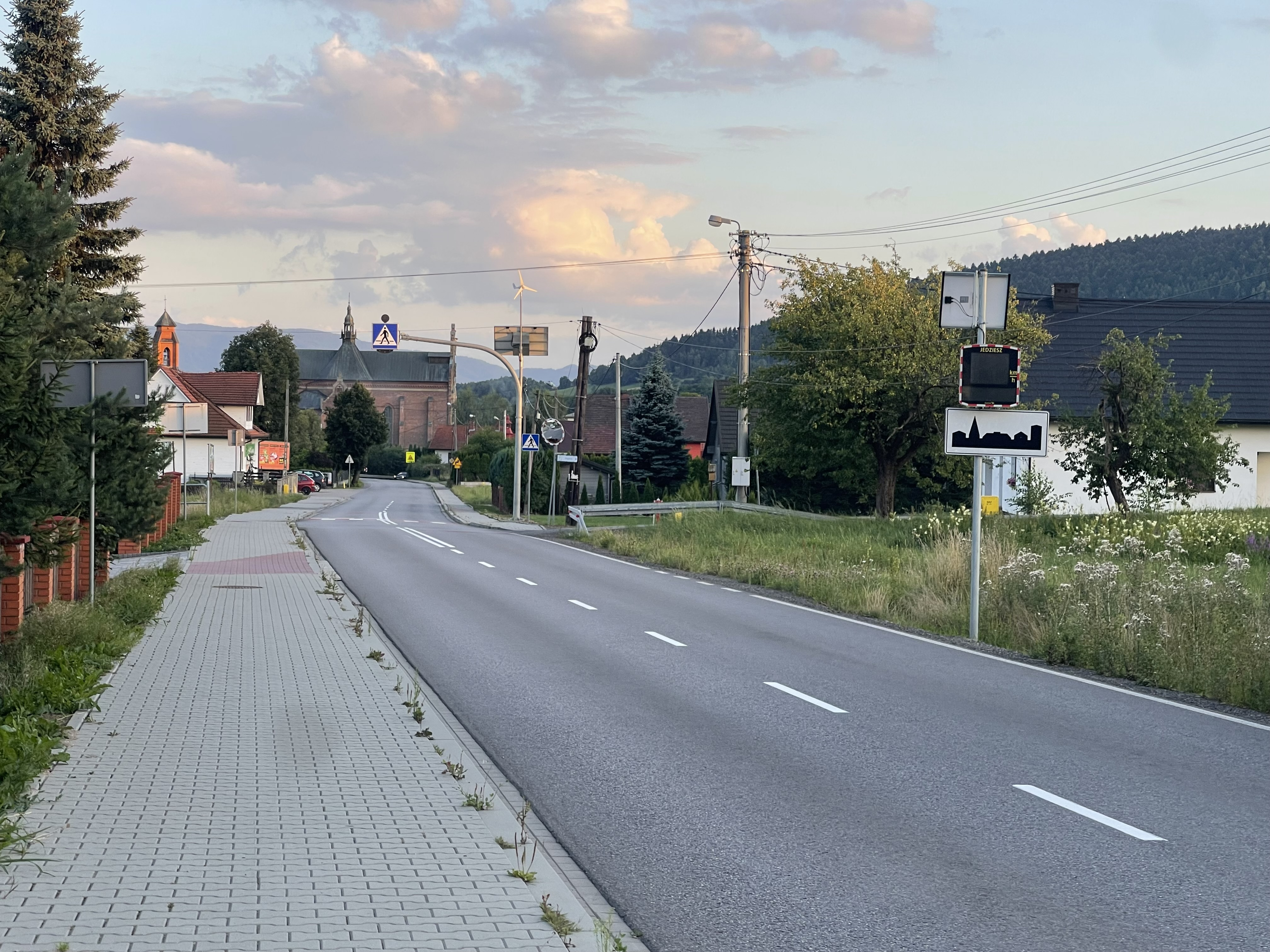
Droga powiatowa nr 1579K w miejscowości Przyszowa (województwo małopolskie)

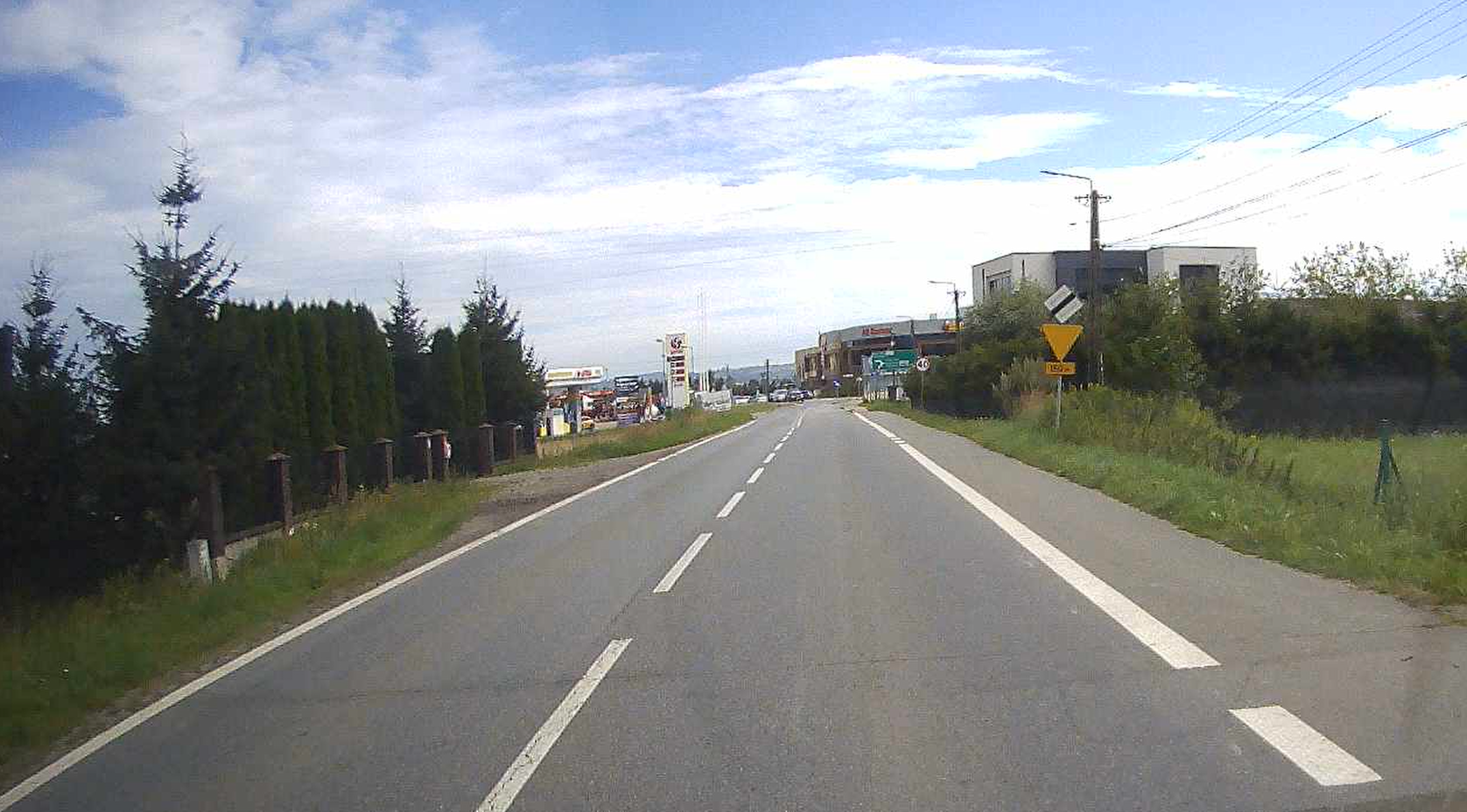
Droga powiatowa nr 1544K przed rondem w Brzeznej (województwo małopolskie)

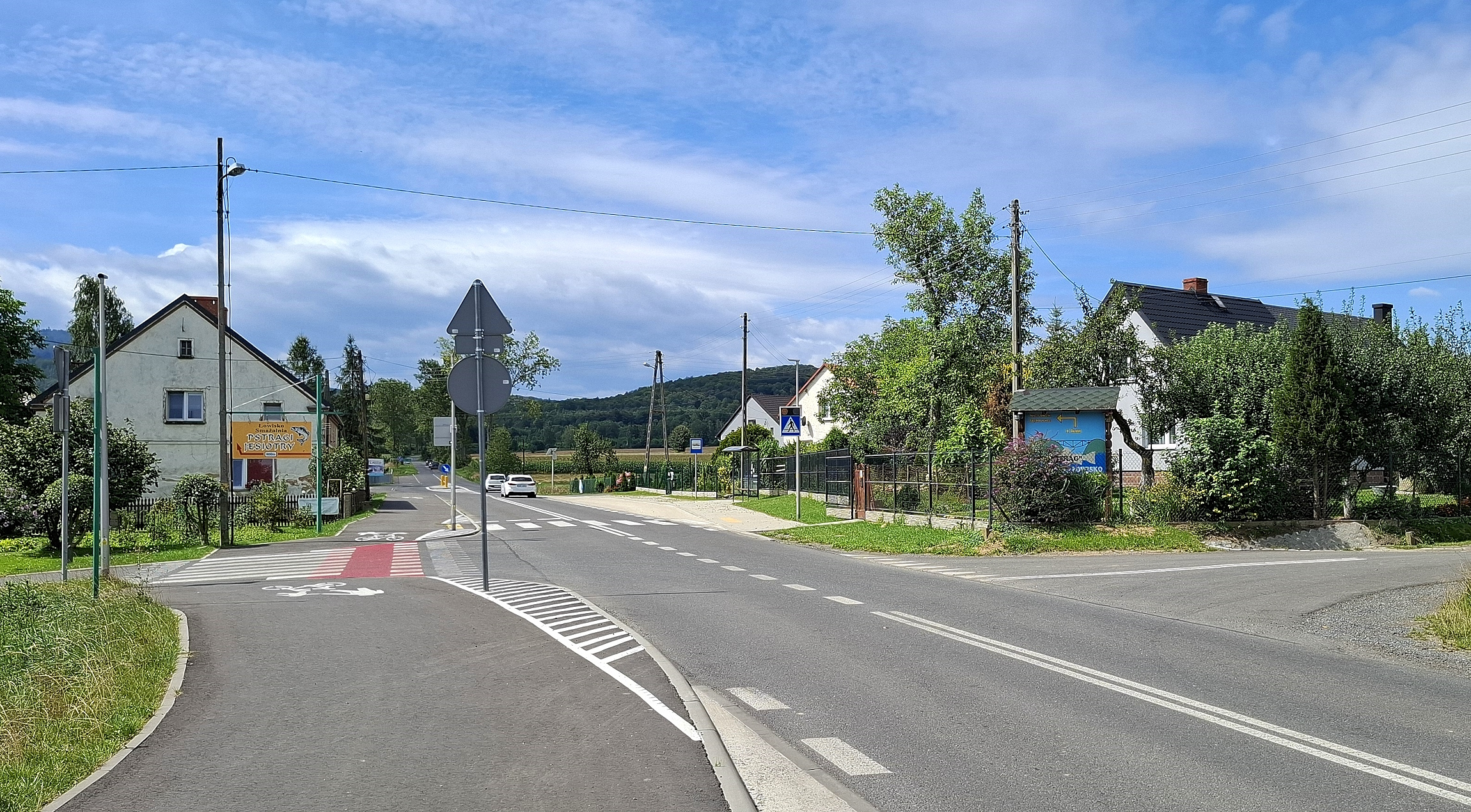
Droga powiatowa nr 1617O w Moszczance (województwo opolskie)

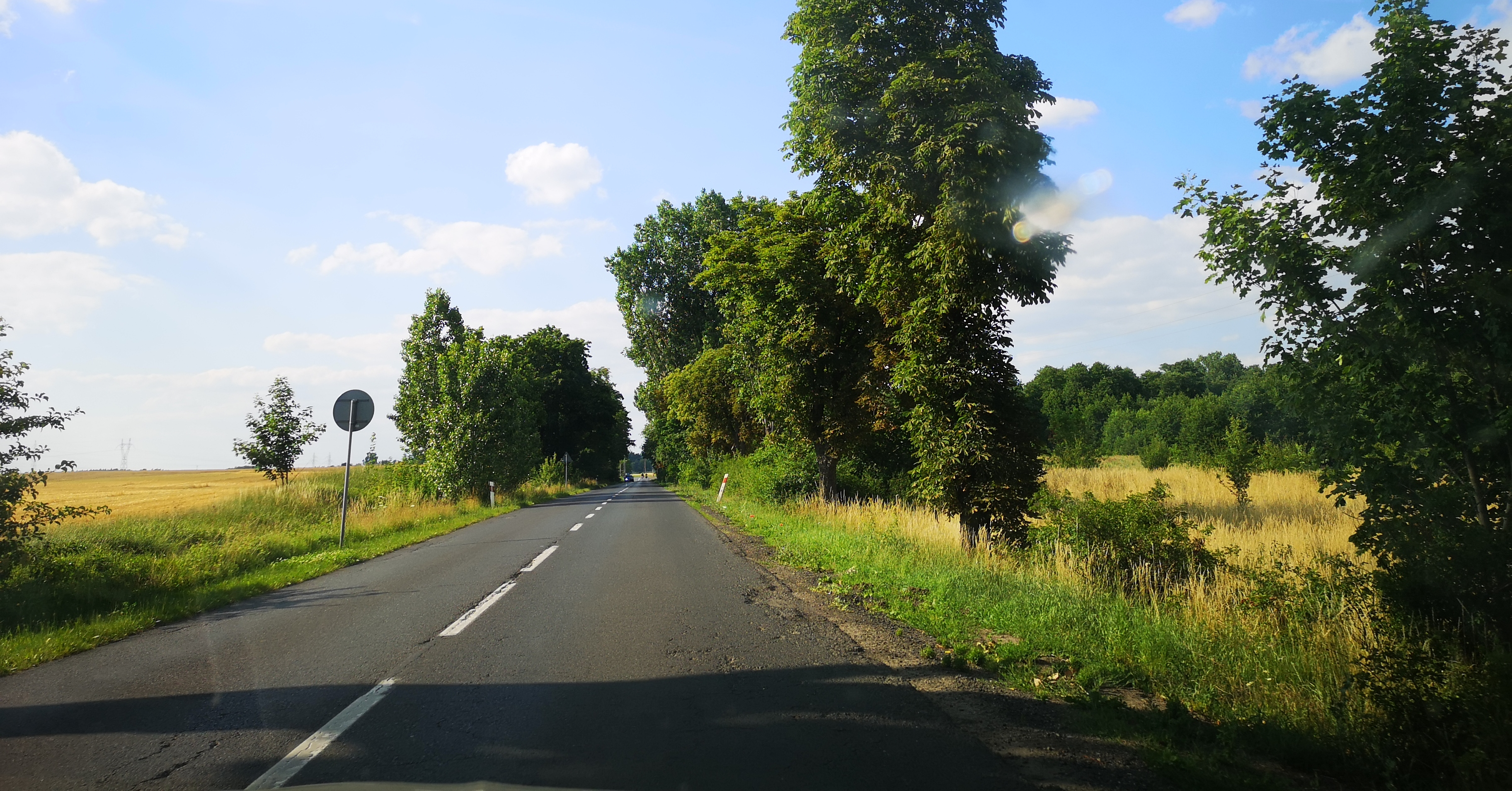
Droga powiatowa nr 2516P w Wielkim (część Poznania, województwo wielkopolskie)

Droga powiatowa (w skrócie DP) – jedna z czterech kategorii dróg publicznych w Polsce, stanowiąca własność właściwego samorządu powiatowego.
Do dróg powiatowych zalicza się drogi stanowiące połączenia miast będących siedzibami powiatów z siedzibami gmin i siedzib gmin między sobą. Zaliczenie do kategorii dróg powiatowych oraz ustalenie ich przebiegu następuje w drodze uchwały rady powiatu w porozumieniu z zarządem województwa, po zasięgnięciu opinii wójtów (burmistrzów, prezydentów miast) gmin, na obszarzach których przebiega droga, oraz zarządów sąsiednich powiatów.
Drogom powiatowym w Polsce nadaje się jedną z trzech możliwych klas: GP, G lub Z.
Każda droga powiatowa w Polsce posiada indywidualny numer ewidencyjny, składający się z czterech cyfr i jednej litery, stanowiącej wyróżnik województwa, na terenie którego przebiega dana droga. Owe wyróżniki województw to:
- B – dla dróg powiatowych, zlokalizowanych w granicach administracyjnych województwa podlaskiego
- C – dla dróg powiatowych, zlokalizowanych w granicach administracyjnych województwa kujawsko-pomorskiego
- D – dla dróg powiatowych, zlokalizowanych w granicach administracyjnych województwa dolnośląskiego
- E – dla dróg powiatowych, zlokalizowanych w granicach administracyjnych województwa łódzkiego
- F – dla dróg powiatowych, zlokalizowanych w granicach administracyjnych województwa lubuskiego
- G – dla dróg powiatowych, zlokalizowanych w granicach administracyjnych województwa pomorskiego
- K – dla dróg powiatowych, zlokalizowanych w granicach administracyjnych województwa małopolskiego
- L – dla dróg powiatowych, zlokalizowanych w granicach administracyjnych województwa lubelskiego
- N – dla dróg powiatowych, zlokalizowanych w granicach administracyjnych województwa warmińsko-mazurskiego
- O – dla dróg powiatowych, zlokalizowanych w granicach administracyjnych województwa opolskiego
- P – dla dróg powiatowych, zlokalizowanych w granicach administracyjnych województwa wielkopolskiego
- R – dla dróg powiatowych, zlokalizowanych w granicach administracyjnych województwa podkarpackiego
- S – dla dróg powiatowych, zlokalizowanych w granicach administracyjnych województwa śląskiego
- T – dla dróg powiatowych, zlokalizowanych w granicach administracyjnych województwa świętokrzyskiego
- W – dla dróg powiatowych, zlokalizowanych w granicach administracyjnych województwa mazowieckiego
- Z – dla dróg powiatowych, zlokalizowanych w granicach administracyjnych województwa zachodniopomorskiego

Numery ewidencyjne dróg powiatowych nie są nanoszone na drogowskazy oraz mapy i atlasy drogowe.
Według stanu na 31 grudnia 2020 sieć dróg powiatowych w Polsce wynosiła 124 421,8 km, z czego 115 131,5 km stanowiły drogi o nawierzchni twardej, a 9290,3 km – drogi gruntowe.

## Dopuszczalny nacisk na oś
Do 13 marca 2021, na podstawie ustawy o drogach publicznych, na drogach powiatowych dozwolony był ruch pojazdów o nacisku na pojedynczą oś napędową do 8 ton.
Od 13 marca 2021, na mocy ustawy z 18 grudnia 2020 r., na wszystkich drogach tej kategorii mogą poruszać się pojazdy o nacisku pojedynczej osi do 11,5 tony, z wyłączeniem fragmentów objętych zakazem wjazdu dla samochodów o nacisku na pojedynczą oś przekraczającym 10 lub 8 ton, oznaczonym znakiem zakazu B-19.